# Джей Карні
Джеймс «Джей» Карні (англ. James «Jay» Carney; нар. 22 травня 1965, Вашингтон) — прессекретар Білого дому з січня 2011 по червень 2014. З 2008 по 2011 рік керував пресслужбою віцепрезидента США Джозефа Байдена. Раніше з 1988 по 2008 рік працював в журналі Time: в 1990–1993 роках був московським кореспондентом видання, потім працював в журналістському пулі Білого дому, в 2003 році став заступником начальника, а в 2005 році — начальником вашингтонського бюро журналу.